# Diego Casañas Burguillos
Diego Casañas Burguillos (Caracas, Venezuela, 1849-1907) fue un artista y abogado venezolano hijo de Juan Casañas y Dolores Burguillos. 

## Estudios
Inició la carrera de derecho en la Universidad Central de Venezuela (UCV) en 1866, cuando apenas tenía 17 años de edad. 
Su primera participación muy cerca al arte que lo caracterizó fue en la Primera Exposición Anual de Bellas Artes Venezolanas. Organizado en Caracas por James Mudie Spence en los salones del Café del Ávila entre julio y agosto.
Entre las 230 obras expuestas, se destacó el retrato al creyón de Spence y el del general Manuel Quesada, que Casañas realizó. (La Opinión Nacional, 29 de julio de 1872).
El artista viajó en las colecciones de obras de arte venezolanas llevada a Manchester, Reino Unido, donde fue expuesta en varias instituciones (Key-Ayala, 1957). 
Finalmente, recibió la licenciatura en derecho en abril de 1873 y el título de Doctor en junio del mismo año.

## Método artístico
Para 1879 publicó su propio método de dibujo topográfico de cuarenta páginas en la Litografía Artística de Félix Rasco. Quince de estas páginas eran de litografías dibujadas por él mismo; ocho en blanco y negro y seis acuareladas a mano. 
En 1887, por disposición presidencial, fue nombrado catedrático de dibujo topográfico, dibujo a la aguada, de animales y plantas, en la UCV.
Manuel Landaeta Rosales lo llamó “magnífico dibujante, sobresaliente en dibujo topográfico” (1889, II, p. 136).